# Кондро
Кондро (итал. Condrò) — коммуна в Италии, располагается в регионе Сицилия, в провинции Мессина.
Население составляет 517 человек (2008 г.), плотность населения составляет 103 чел./км². Занимает площадь 5 км². Почтовый индекс — 98040. Телефонный код — 090.
Покровителем коммуны почитается святой Вит, мученик, празднование 15 июня.

## Демография
Динамика населения:

## Администрация коммуны
- Официальный сайт: http://www.comune.condro.me.it/